# Triumph Herald
Triumph Herald – малий дводверний автомобіль представлений компанією Standard-Triumph, що у Ковентрі, у 1959 р. й виготовлявся до 1971 р. Зовнішній вигляд кузова розроблений італійським дизайнером Джовані Мікелоті. Автомобіль пропонувався з кузовами седан (saloon), кабріолет (convertible), купе (coupe), універсал (estate) й фургон (van), що пізніше продавався як Triumph Courier.

Загальна кількість виготовлених Herald сягає понад півмільйона. Vitesse, Spitfire та GT6 побудовані на базі модифікованого шасі Herald й підвіски з «прикрученими» кузовами.

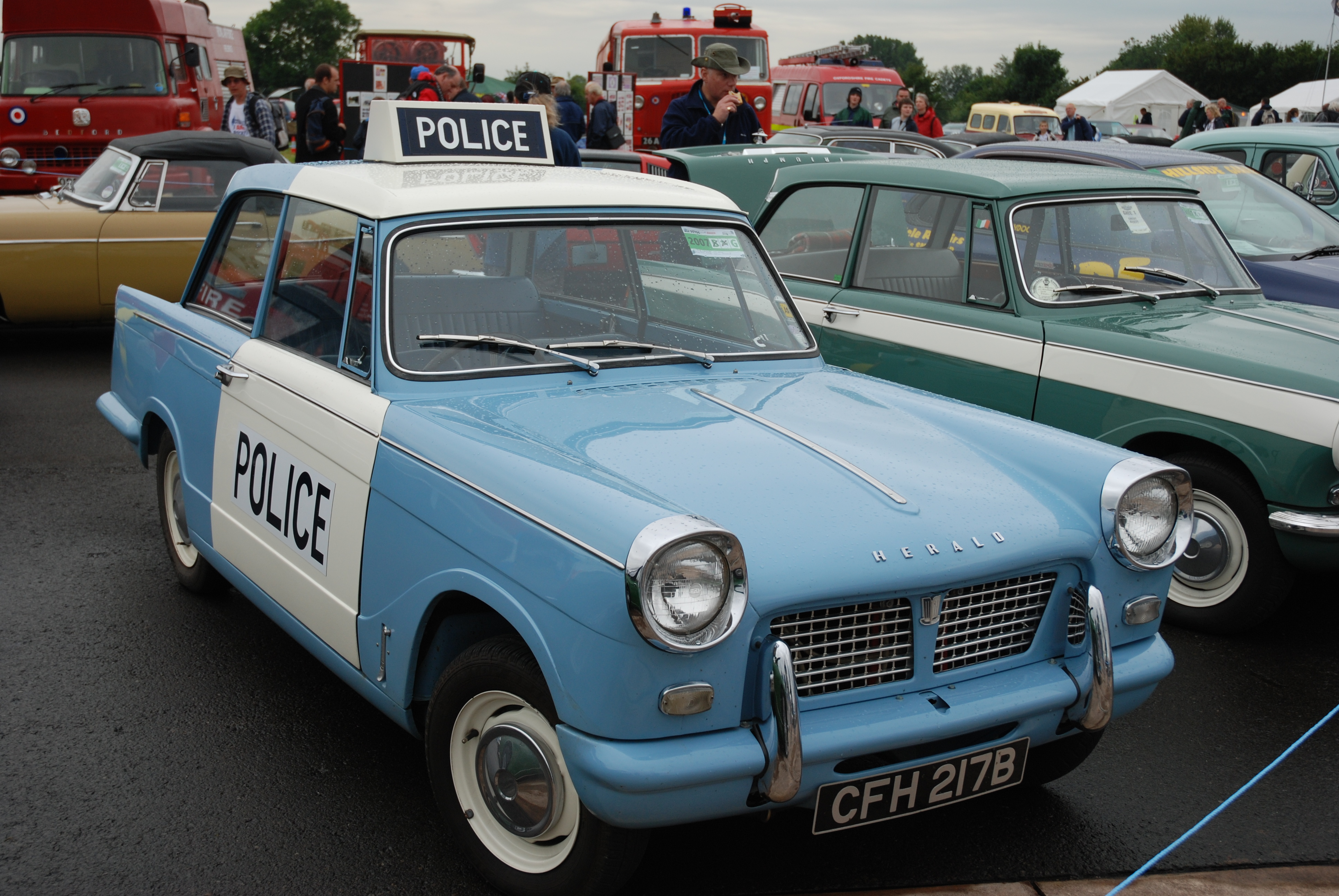
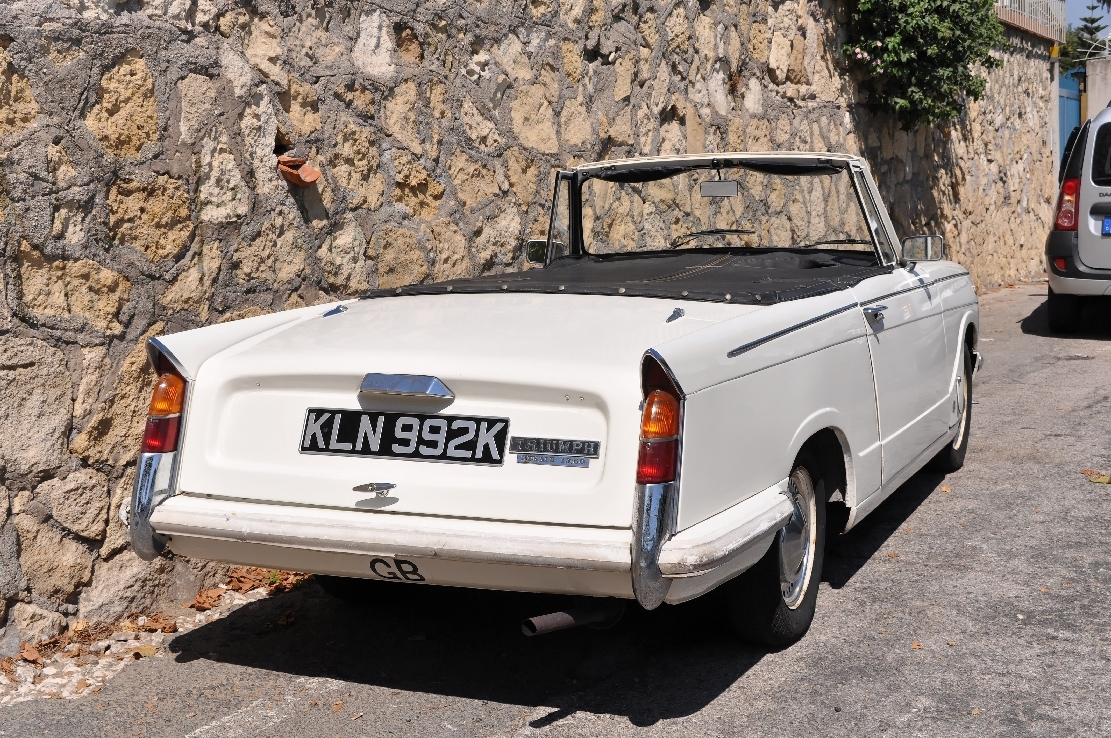
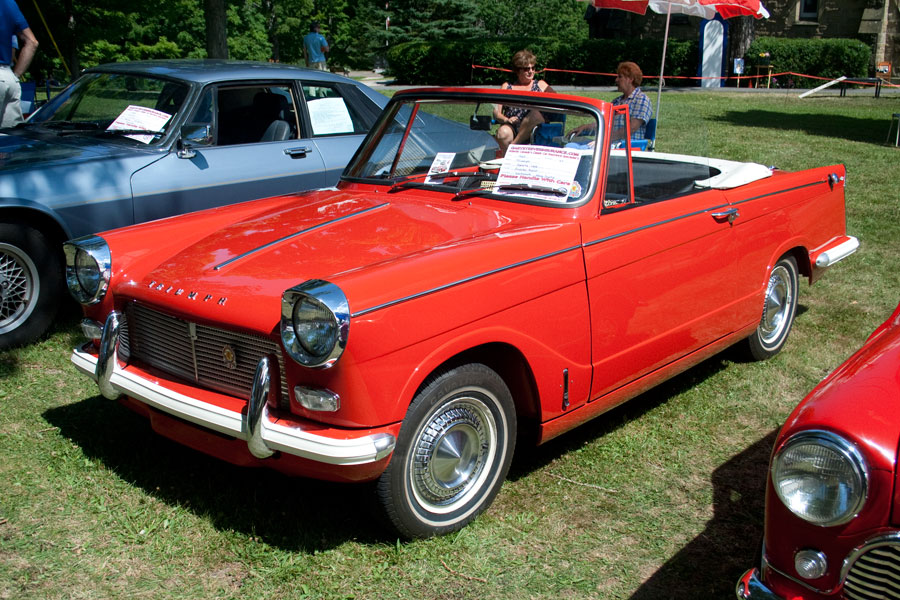
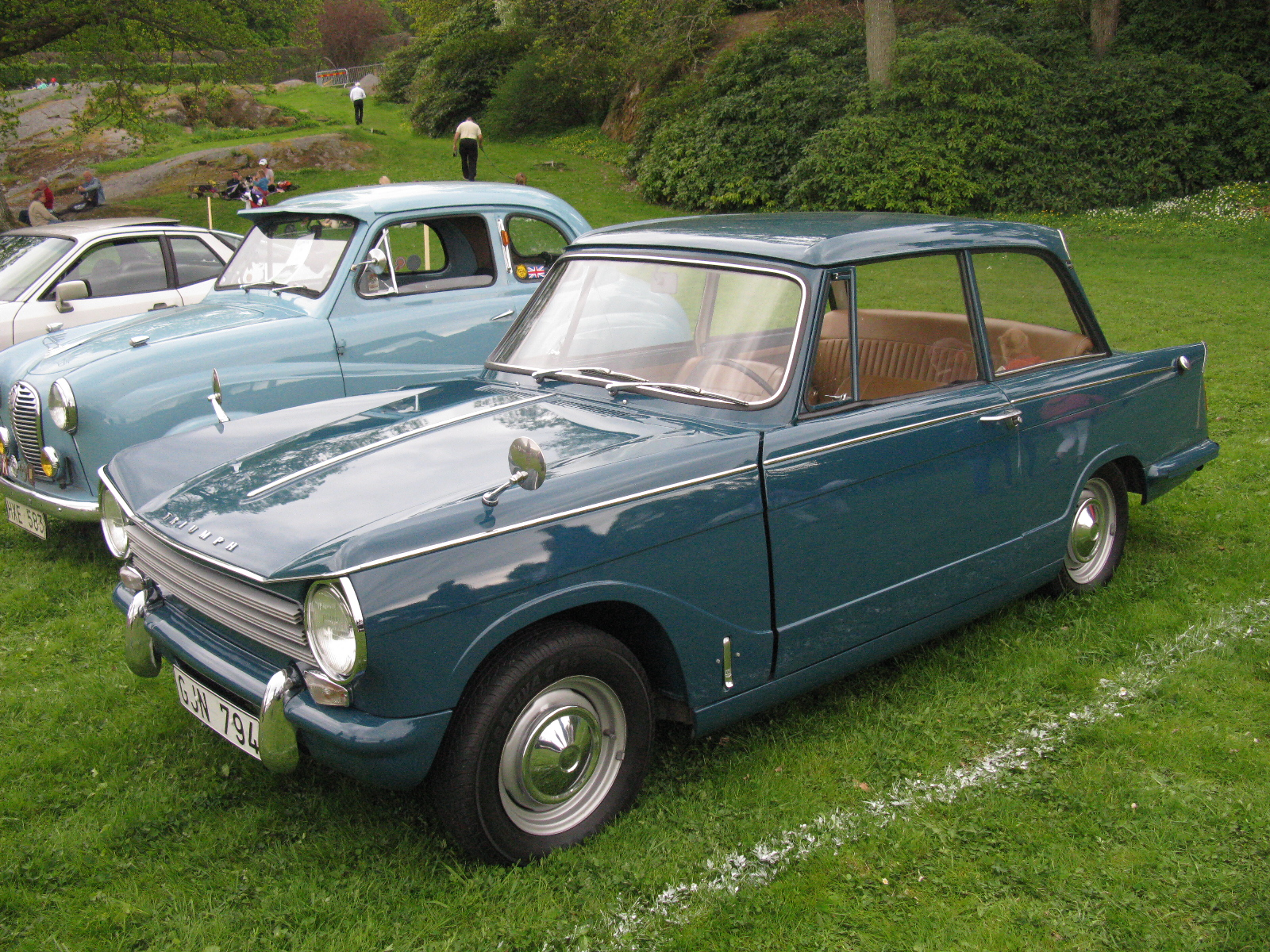

## Herald та Herald S (948 см3)
Ближче до кінця 1950 р. компанія Standard-Triumph запропонувала ряд двомісних спортивних автомобілів «Тріумф» пліч-о-пліч з седанами «Стендард 8» та «Стендард 10», що оснащувались малими (803 чи 948 см3) 4-циліндровими двигунами, котрі вже в 1950 р. вимагали удосконалень. Standard-Triumph для цього почав роботу над Herald. Вибір на цей автомобіль впав оскільки пропонувалось його продавати як «Стендард», що збігалося зі схемою найменувань тих років (Ensign, Pennant і Standard). Але у 1959 р. стало зрозуміло, що назва Triumph більш справедлива й назва Standard зникла у Британії після 1963 р.
Джовані Мічелоті що займався стилем, мав підтримку головного інженера Гарі Вебстера (Harry Webster), й швидко створив дизайн для дводверного седана з немалою площею вікон, що давала 93% видимості у моделі седан й загальний облік з «гострими гранями», що був популярний. Як з компанією Fisher & Ludlow, постачальники кузовів для «Стендард-Тріумф» стали частиною ВМС. Було вирішено, що автомобіль повинен мати окреме шасі аніж сучасніший несучий кузов. Кузов прикручувався до шасі й уся передня його частина, навішена на петлях, відкривалась для доступу до двигуна. Кожна панель – включаючи пороги й дах – могла бути відкручена й знята, що давало змогу створювати найрізноманітніші кузова на існуючому шасі. Як на додачу до оригінальних купе та седанів, кабріолет з’явився у 1960 р.
Чотирьохциліндровий 948 см3 двигун від Standard Pennant з клапанами у головці блоку циліндрів й нижнім розташуванням розподільчого вала (OHV) мав механічну чотирьохступеневу коробку передач з синхронізаторами на трьох вищих передачах та дистанційним перемиканням, приводив у рух задні колеса. Більшість елементів двигуна попередньо використовувались на Standard 8/10. Кермовий механізм шестерня-рейка забезпечував радіус повороту в 7,6 м (25 футів). Спереду встановлювалась пружинна підвіска на подвійних А-подібних важелях, а ззаду «хитні півосі» з поперечною ресорою (стала відправною точкою для Triumph).
Панель приладів з сірого фібрового картону обмежувалась одним великим спідометром з покажчиком рівня палива у седанів (покажчик температури був доступним як опція). Панель купе обладнувалась спідометром, покажчиком рівня палива та температури, бардачком. Автомобіль мав килимки з петлевого ворсу й опалювач у стандартній комплектації. Як додатки були доступні подвійні SU-карбюратори, шкіряні сидіння, панель приладів з дерев’яного шпону, амортизатори Teleflo й опції у пофарбуванні.
В кінці 1958 р. прототипи з’явились на тестовому заїзді з Кейптауна до Танжера. Облік поїздки прикрашався тодішнім PR-ом. Однак тільки незначні зміни вважались необхідними між прототипами та серійними моделями. Новий автомобіль представили у Альберт-Холі, що у Лондоні, 22 квітня 1959 р й його не одразу очікував успіх, частково завдяки відносно високій ціні у 700 фунтів (включаючи 45% податку на покупку). У стандартній комплектації з одиночним карбюратором, 34,5 к. с. (26 кВт) потужності автомобіль не був кращим за існуючі. Седан протестований журналом The Motor у 1959 р. виявив максимальну швидкість у 114 км/год (70,9 миль/год) й міг розганятись з 0 до 60 миль/год (97 км/год) за 31,1 с. Витрата палива записувалась як 34,5 миль на імперський галон (8,2 л/100 км, 28,7 mpg).
Задня підвіска критикувалась за погану керованість, хоча автомобілі якраз розглядались як такі, що легко керуються з хорошою оглядовістю, малим радіусом повороту (у будь-якого автомобіля з лінійки), прості у ремонті.
Модель Herald S була представлена у 1961 р. з нижчим рівнем оснащення, меншою кількістю хромованих елементів. Пропонувалась тільки як седан.

Купе та кабріолет з двигунами 948 см3 припинили виготовляти у 1961 р., Седан у 1962 р., Herald S у 1964 р.

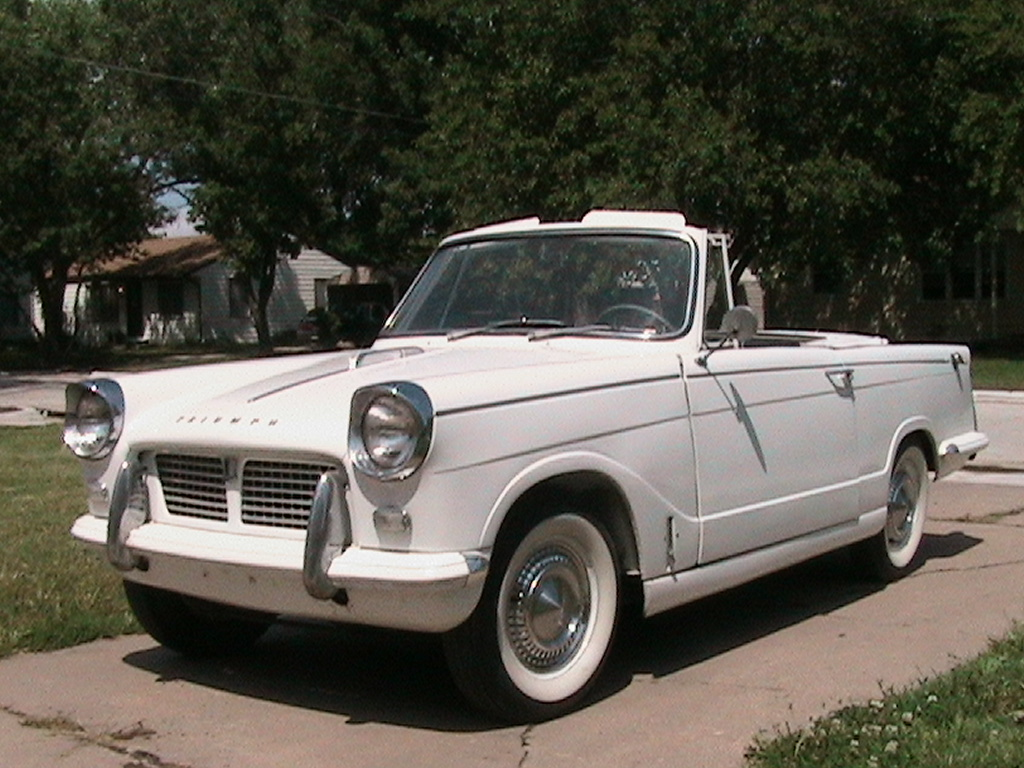
Triumph Herald 948 купе (1962)
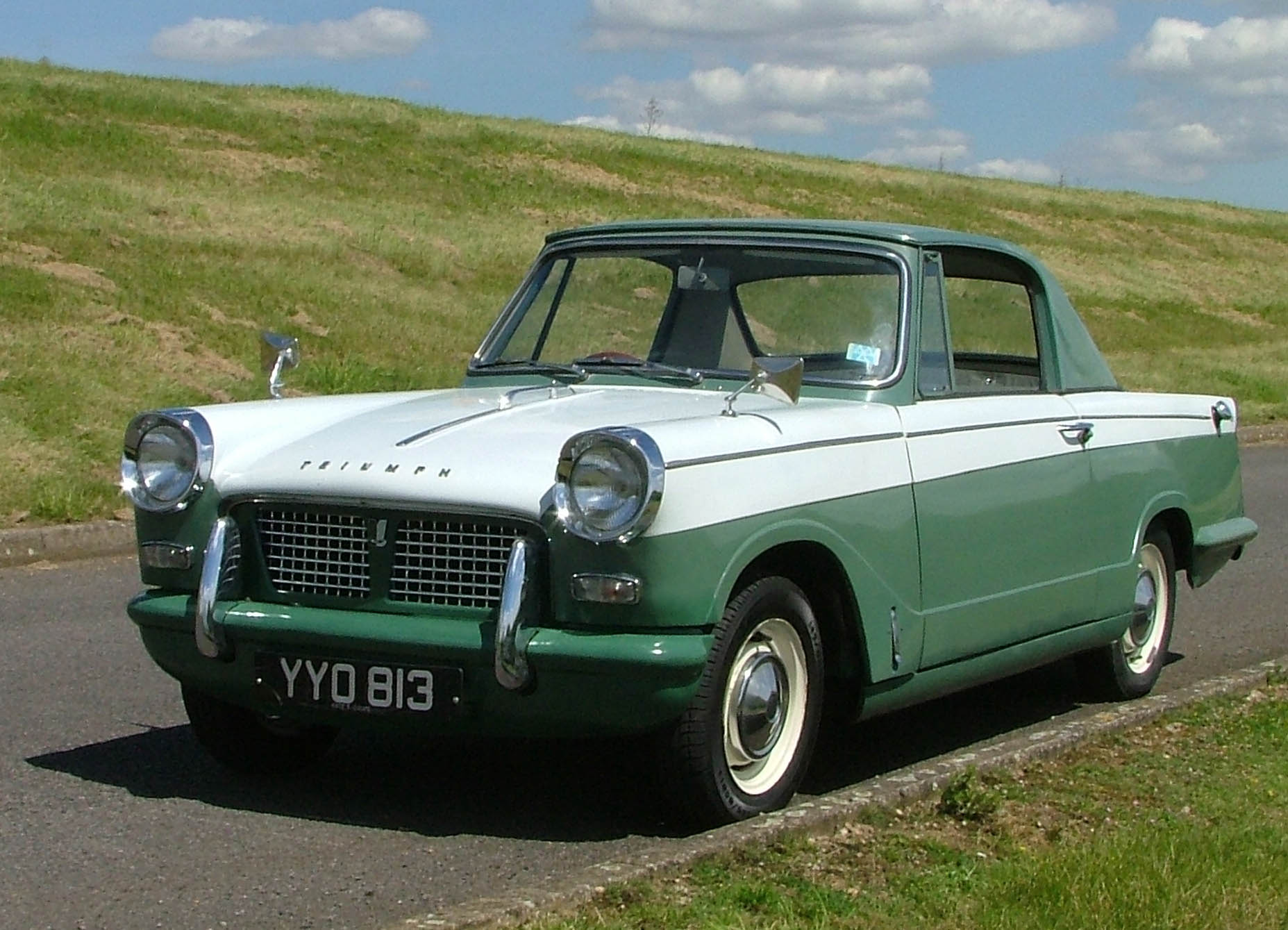
Triumph Herald 948 купе
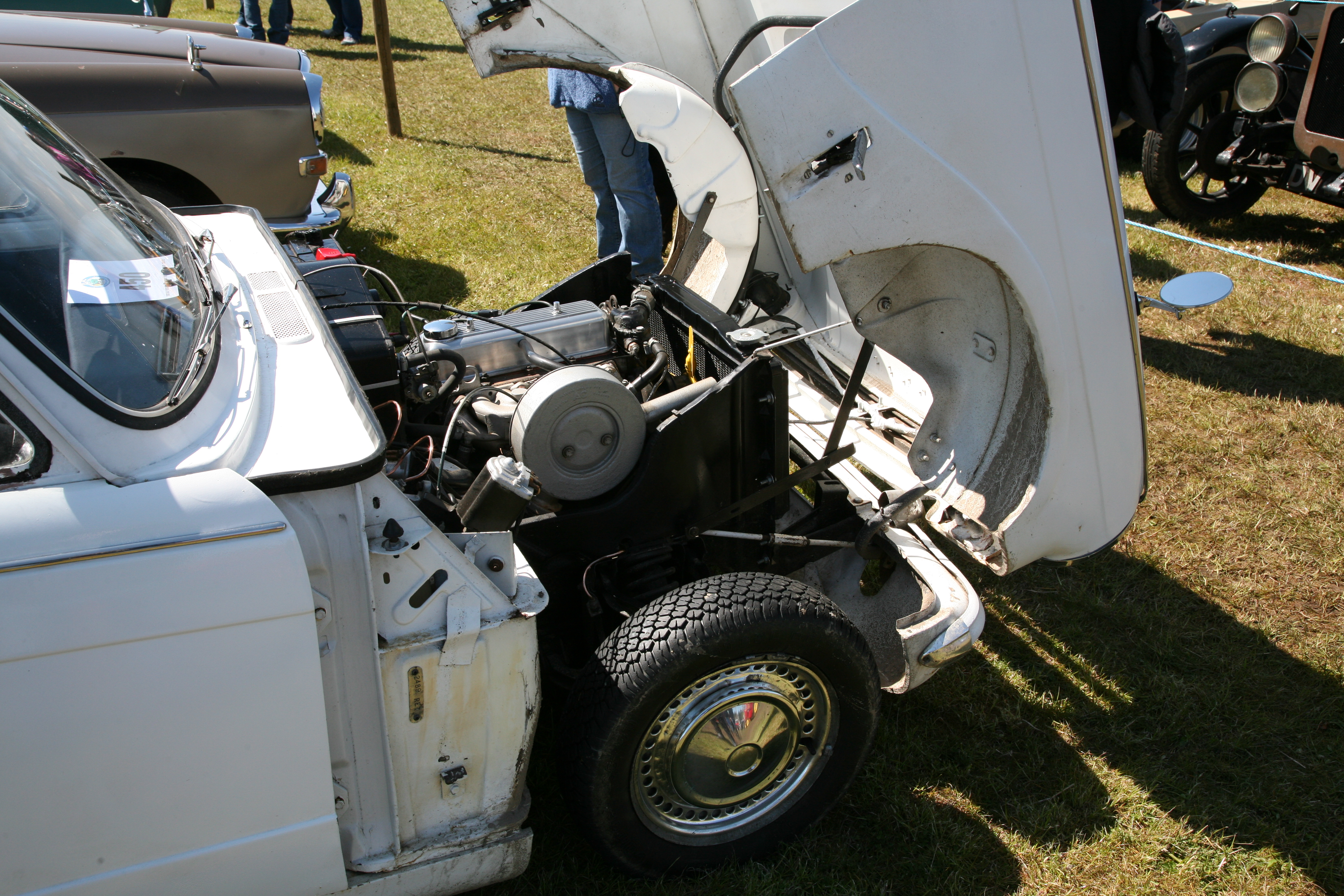
передня частина, що повністю відкидається
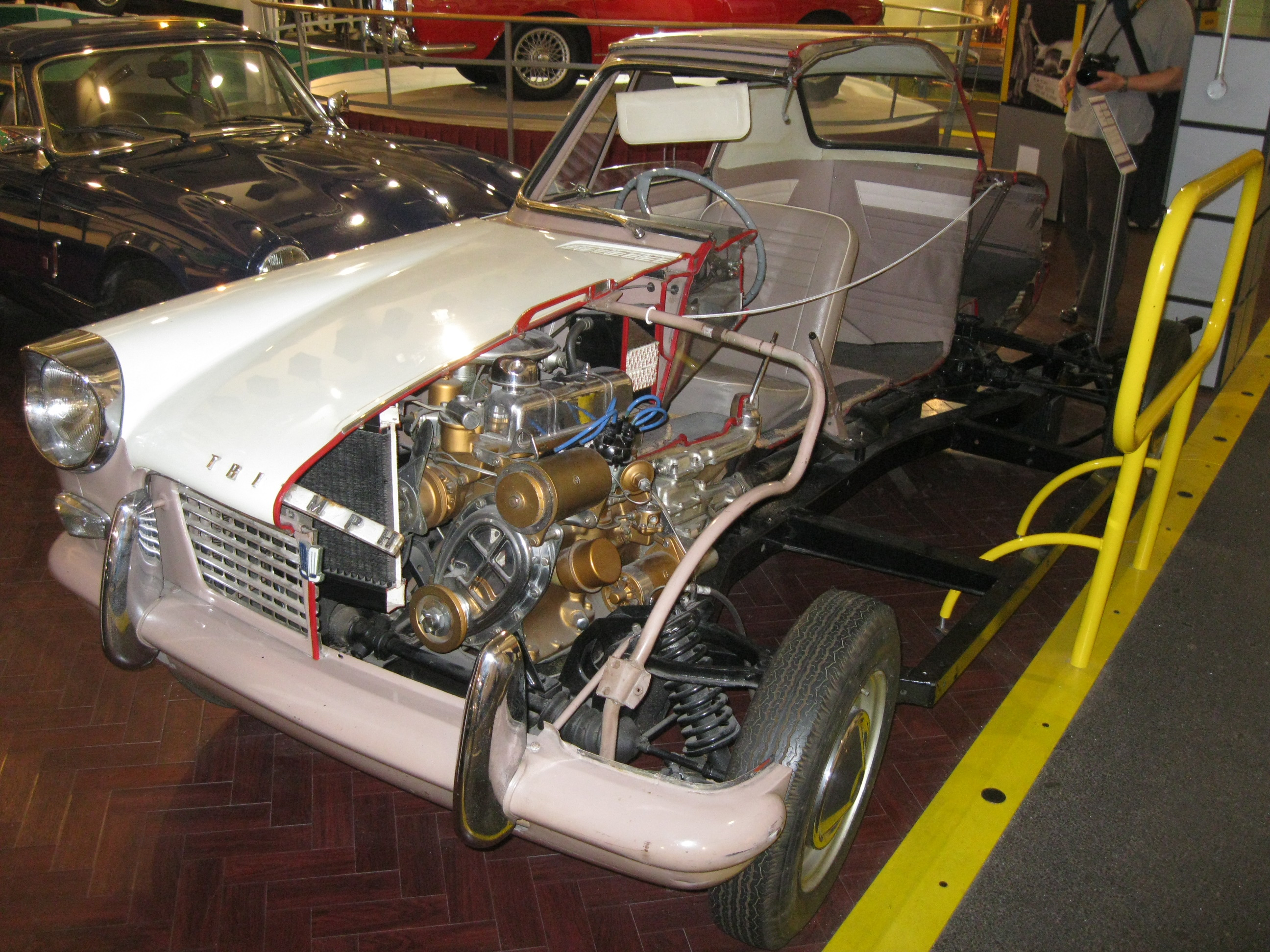
розріз

## Herald 1200
На початку 1960 рр. Standard-Triumph переживала фінансові труднощі, через що у 1961 р. перейшла в руки Leyland Motors Ltd. Це вивільнило нові ресурси для розвитку Herald, виробництво котрого заново розпочалось у квітні 1961 р. з 1147 см3 двигуном під назвою Herald 1200. Нова модель відрізнялась бамперами з гумовими частинами, дерев’яною панеллю приладів й вдосконаленими сидіннями. «Підтягнули» також й якість систем керування. Два карбюратори більше не встановлювались на жодну з моделей ряду, однак залишились опцією. Їх замінив один карбюратор з падаючим потоком марки Solex. Максимальна потужність, що зазначалась на Herald 1200, становила 39 к. с. (29 кВт), проти 34,5 к. с. (25,7 кВт) на моделі з 948 см3 двигуном. Через один місяць після появи Herald 1200, модельний ряд поповнився двохдверним універсалом. Дискові гальма стали опцією з 1962 р.

Продажі збільшувались незважаючи на зростаючу конкуренцію зі сторони BMC Mini та Ford Anglia. Купе зникло з ряду в кінці 1964 р., так як було прямим конкурентом Triumph Spitfire.

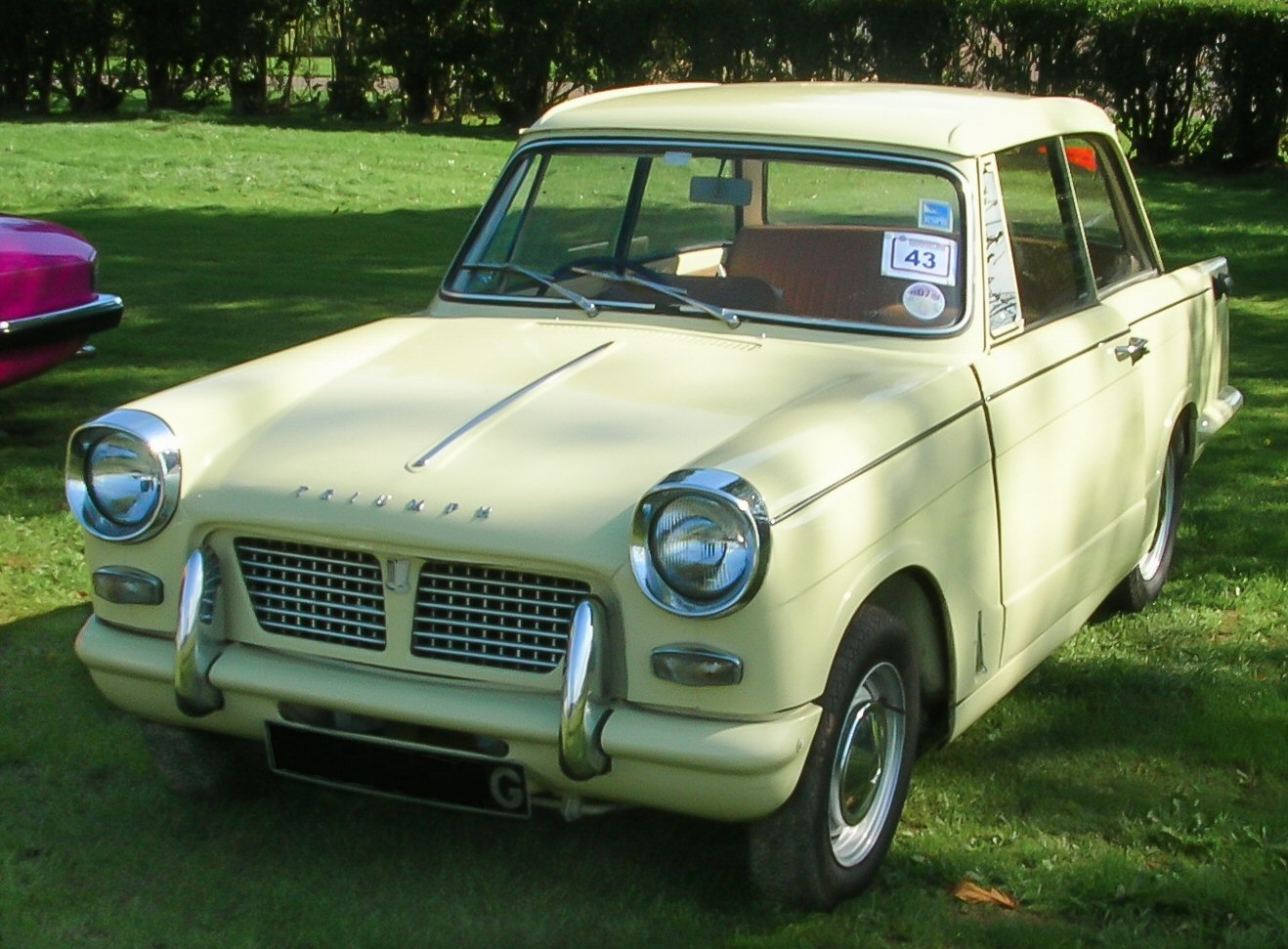
Triumph Herald 1200 седан
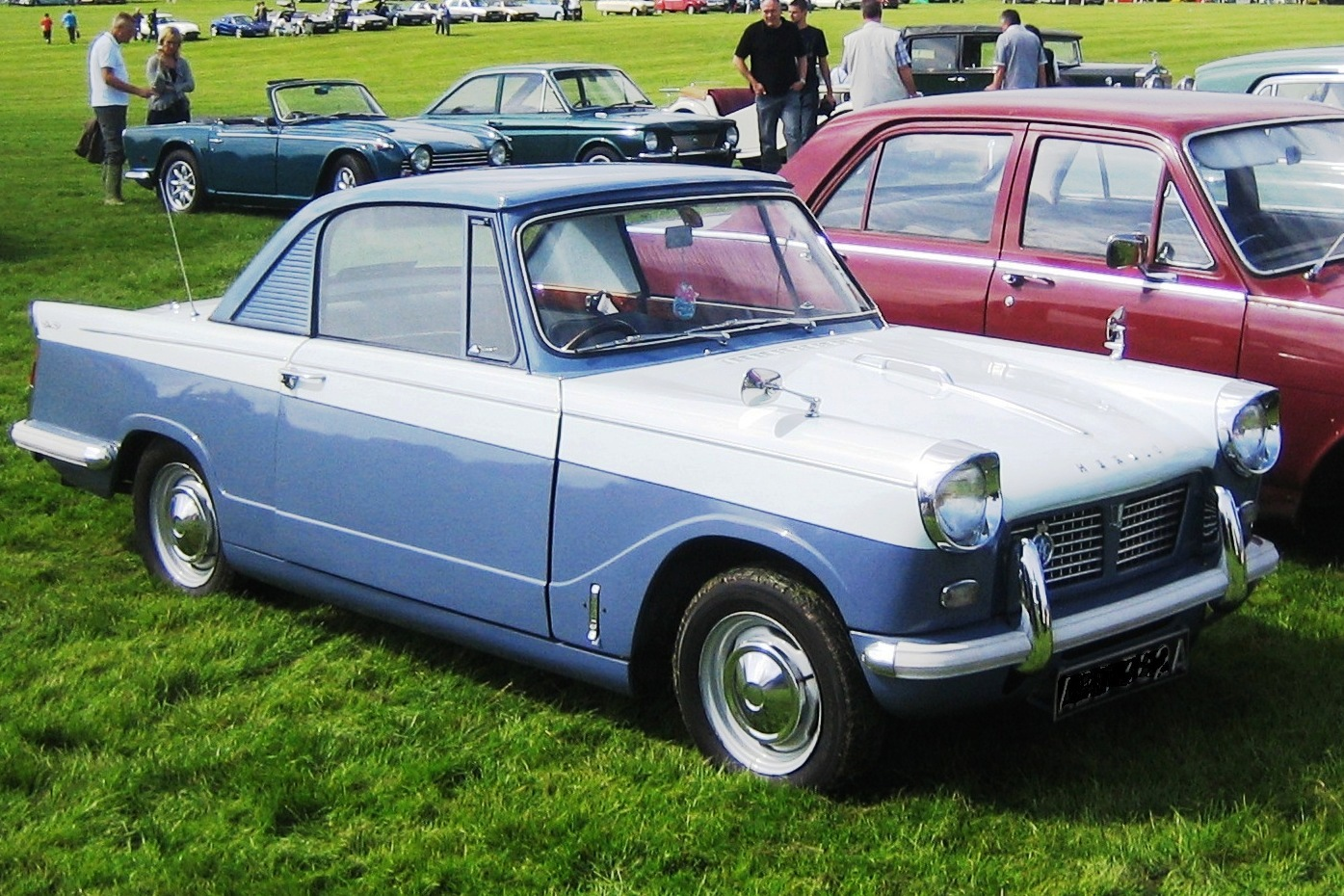
Triumph Herald 1200 купе
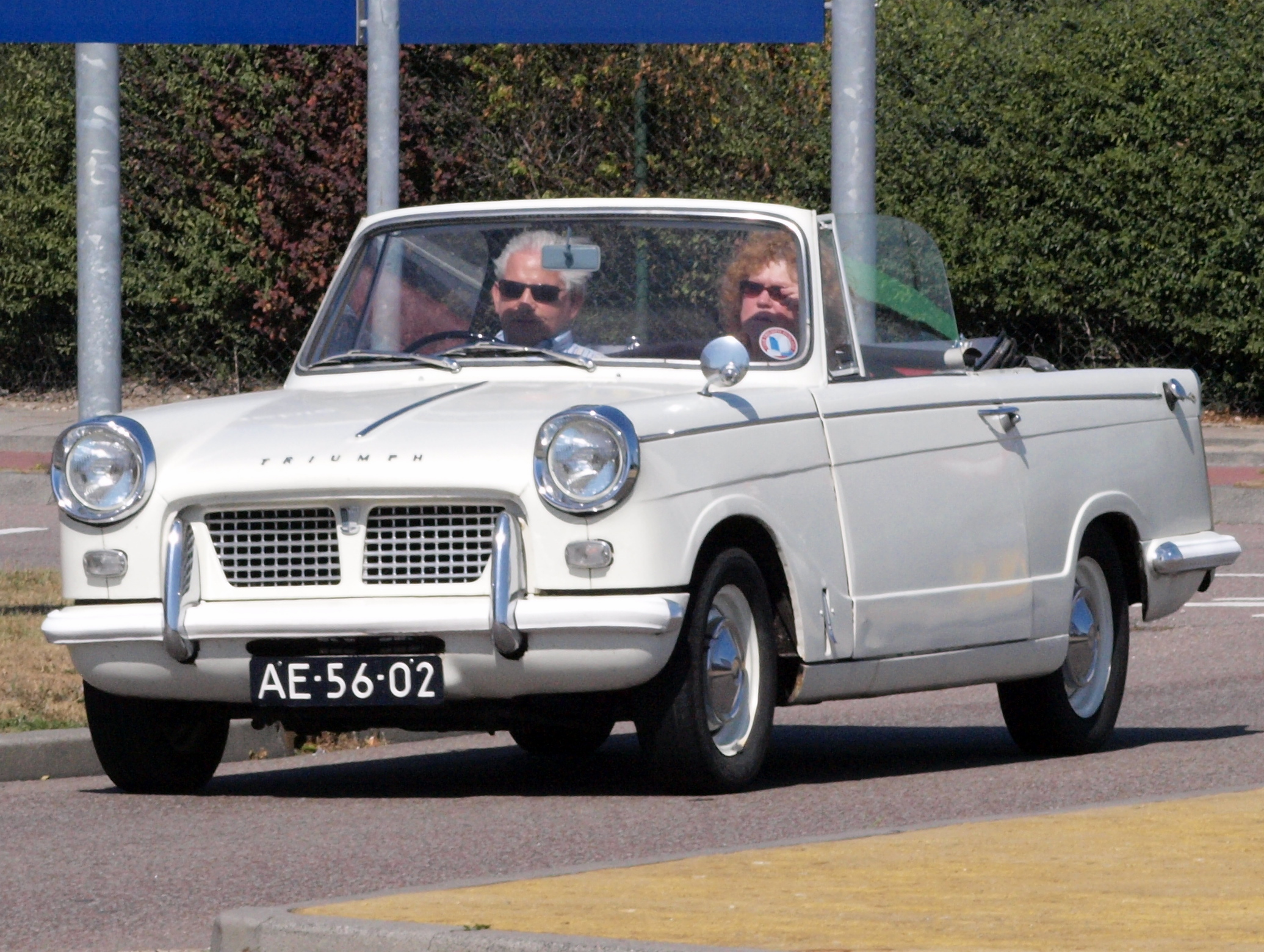
Triumph Herald 1200 кабріолет
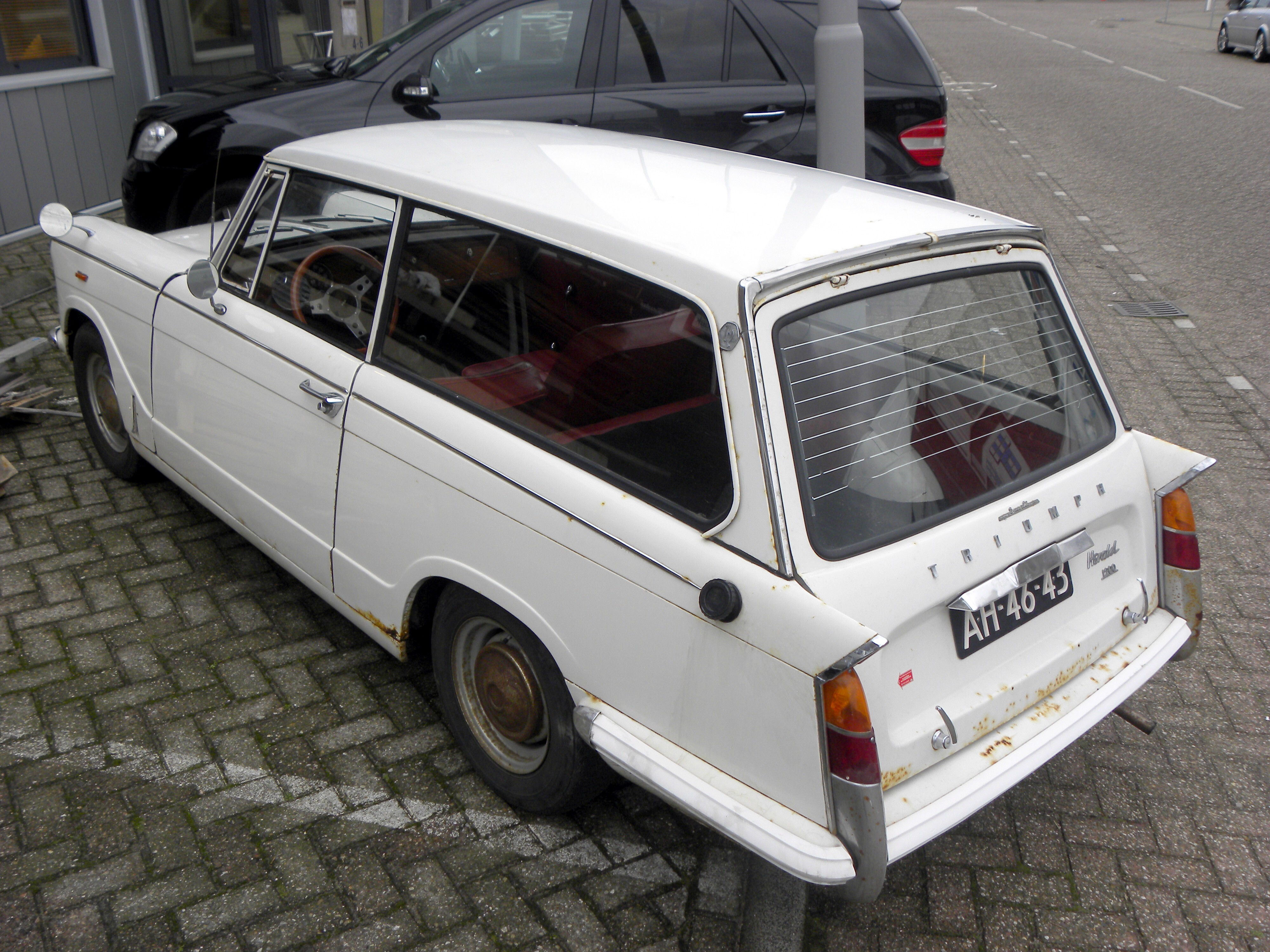
Triumph Herald 1200 універсал

## Courier van
Triumph Courier van – універсал з суцільними панелями замість задніх бокових вікон, виготовлявся з 1962 р., а у 1966 р. зійшов з виробництва через низькі продажі. Виробництво у Англії закінчилось у середині 1964 р. На Мальті збирання з машинокомплектів продовжувалось до кінця 1965 р. «Кур’єрський фургон» оснащувався 1147 см3 двигуном.

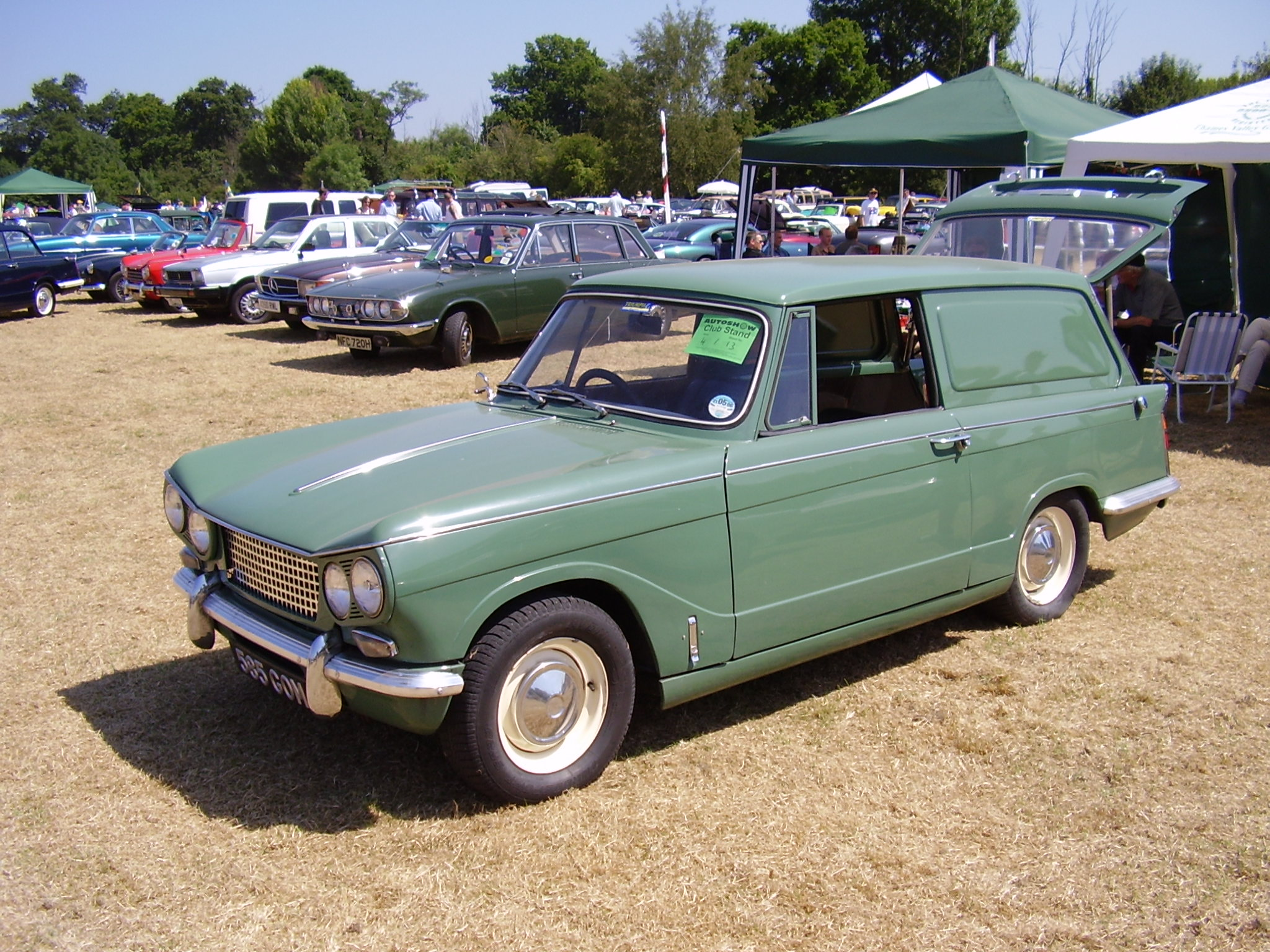
Фургон Triumph Courier з переднім оперенням Triumph Vitesse

## Herald 12/50
«Люксова» версія, Herald 12/50 пропонувався з 1963 по 1967 рр. Його відрізняв вдосконалений двигун з потужністю в 51 к. с. (38 кВт), замість 39 к. с., відсувний вініловий люк (Webasto), передні дискові гальма у стандартній комплектації. Модель 12/50, що пропонувалась як двохдверний седан, мала алюмінієву решітку.

Потужність моделі 1200, виробництво якої продовжувалось паралельно 12/50, як наслідок зросла до 48 к. с.

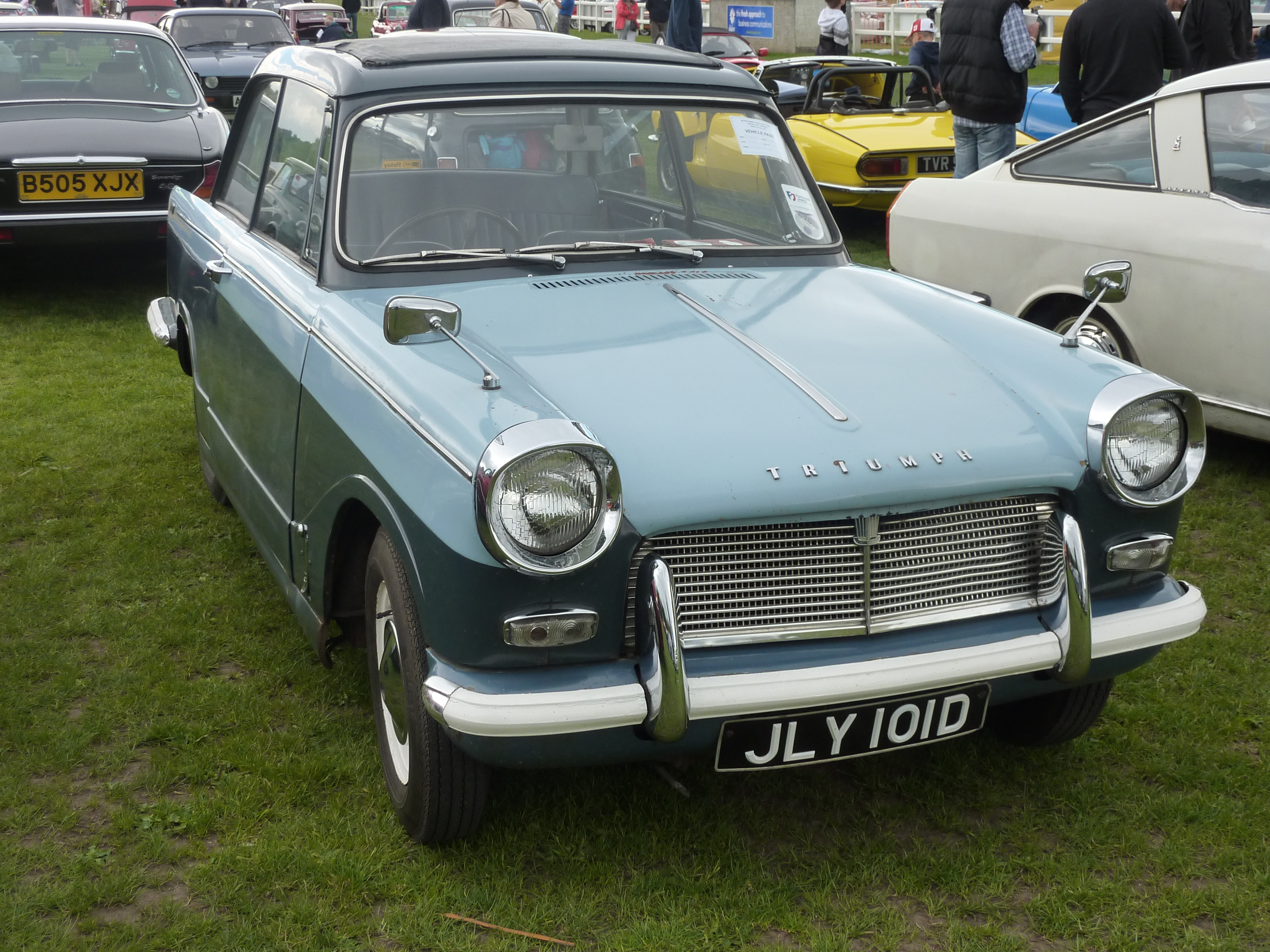
Triumph Herald 12/50
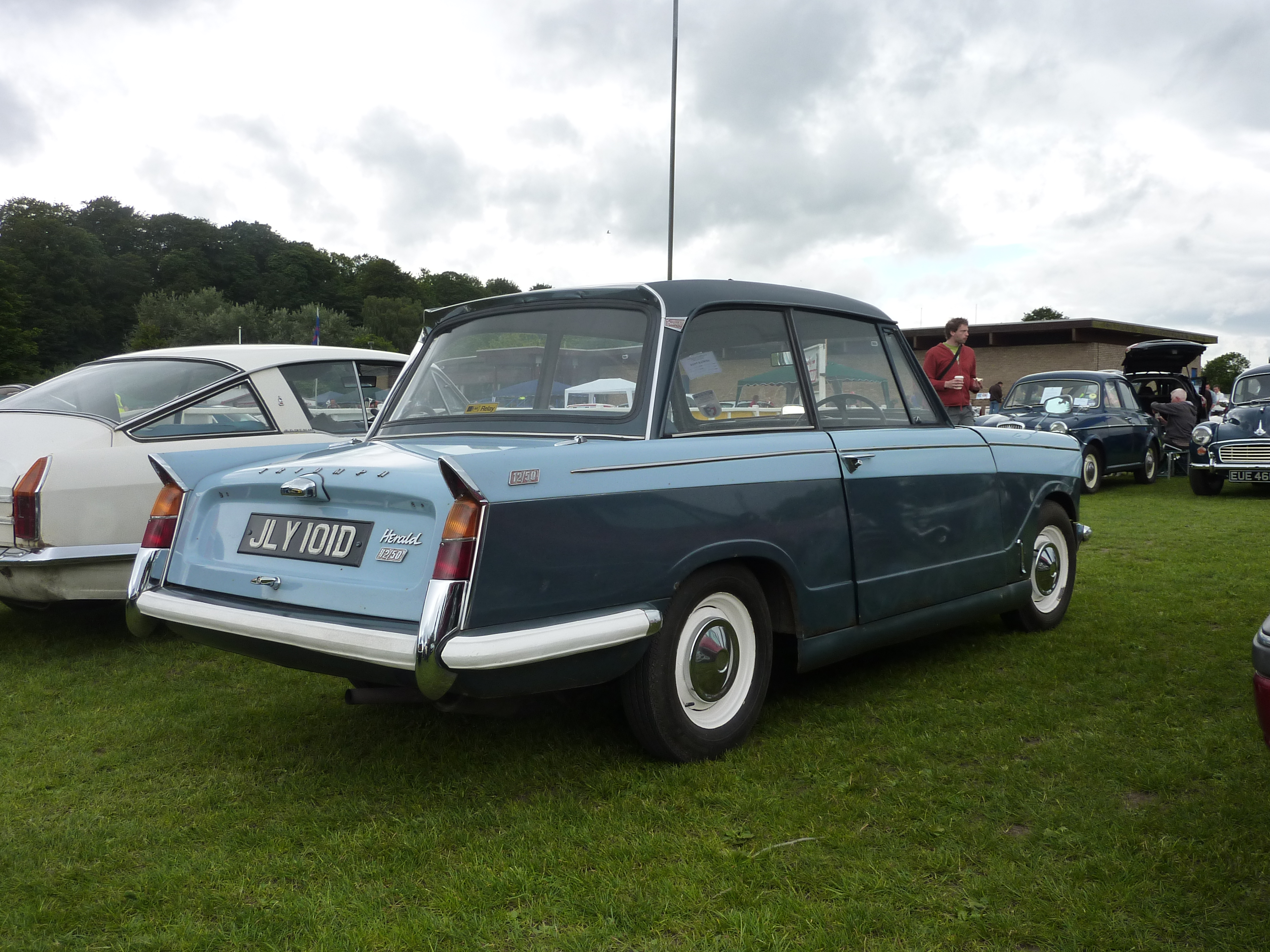
Triumph Herald 12/50
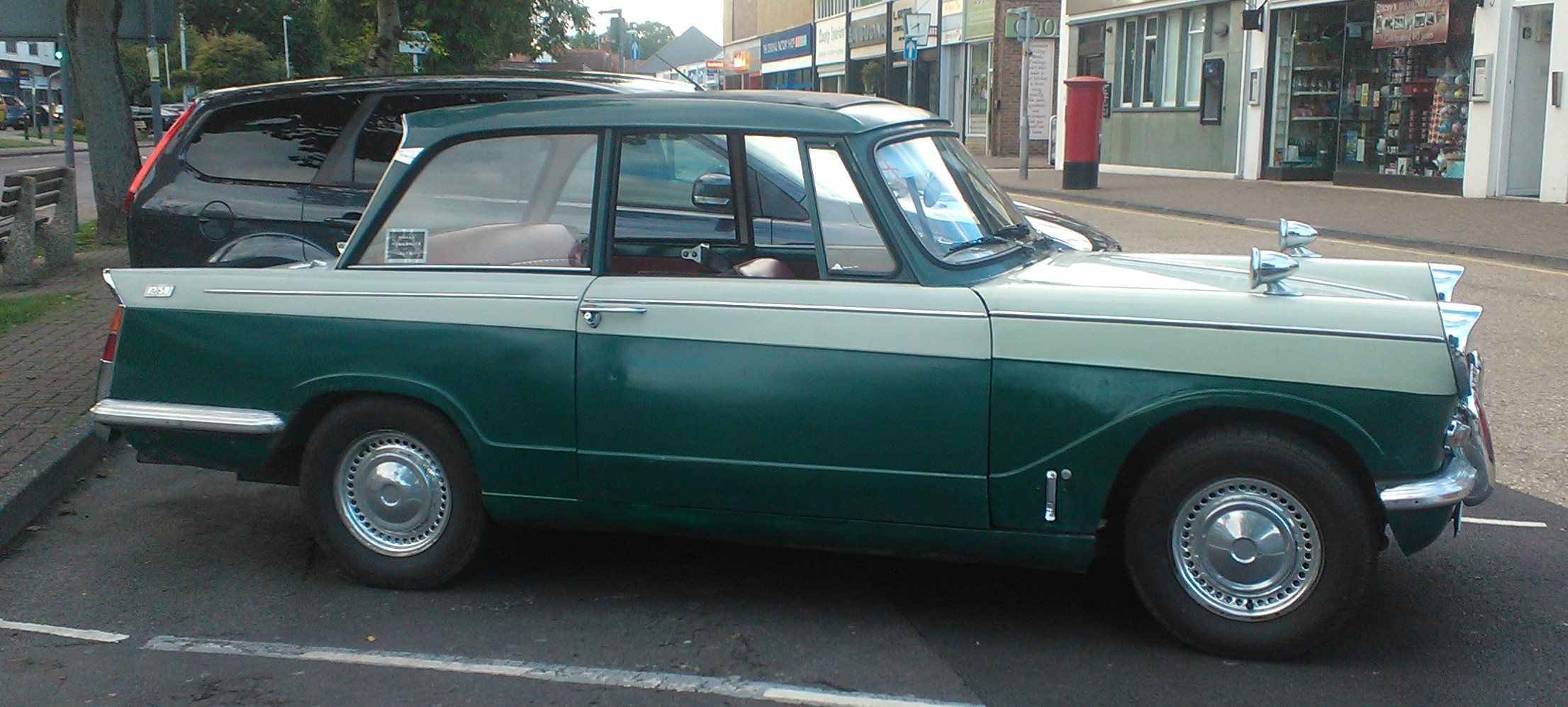
Triumph Herald 12/50

## Herald 13/60
У жовтні 1967 р. ряд поповнився Herald 13/60, представленим на Лондонському мотор-шоу. Ця модель пропонувалась як седан, кабріолет та універсал. Люк був для седанів додатковою опцією, а не стандартною комплектацією. Передня частина кузова, зокрема капот зазнав змін на зразок Triumph Vitesse, а салон істотно змінився, хоча й містив дерев’яну панель приладів. Також інтер’єр доповнився підлокотникітниками на кожній з бокових панелей. Двигун збільшили до 1296 см3: агрегат від Triumph 1300 (встановлювався на нього з 1965 р.) з карбюратором Stromberg CD150 видавав потужність 61 к. с. (45 кВт). У даному вигляді (хоча седан 1200 продавався паралельно до кінця 1970 р.) седан Herald виготовлявся до грудня 1970 р., а кабріолет та універсал до травня 1971 р., до цього часу суттєво постарівши у зовнішньому вигляді якщо не у технічному плані. Автомобіль пережив Triumph 1300 Saloon, що мав би замінити Herald, однак продажі котрого були збитковими через надмірну трудомісткість виробництва.

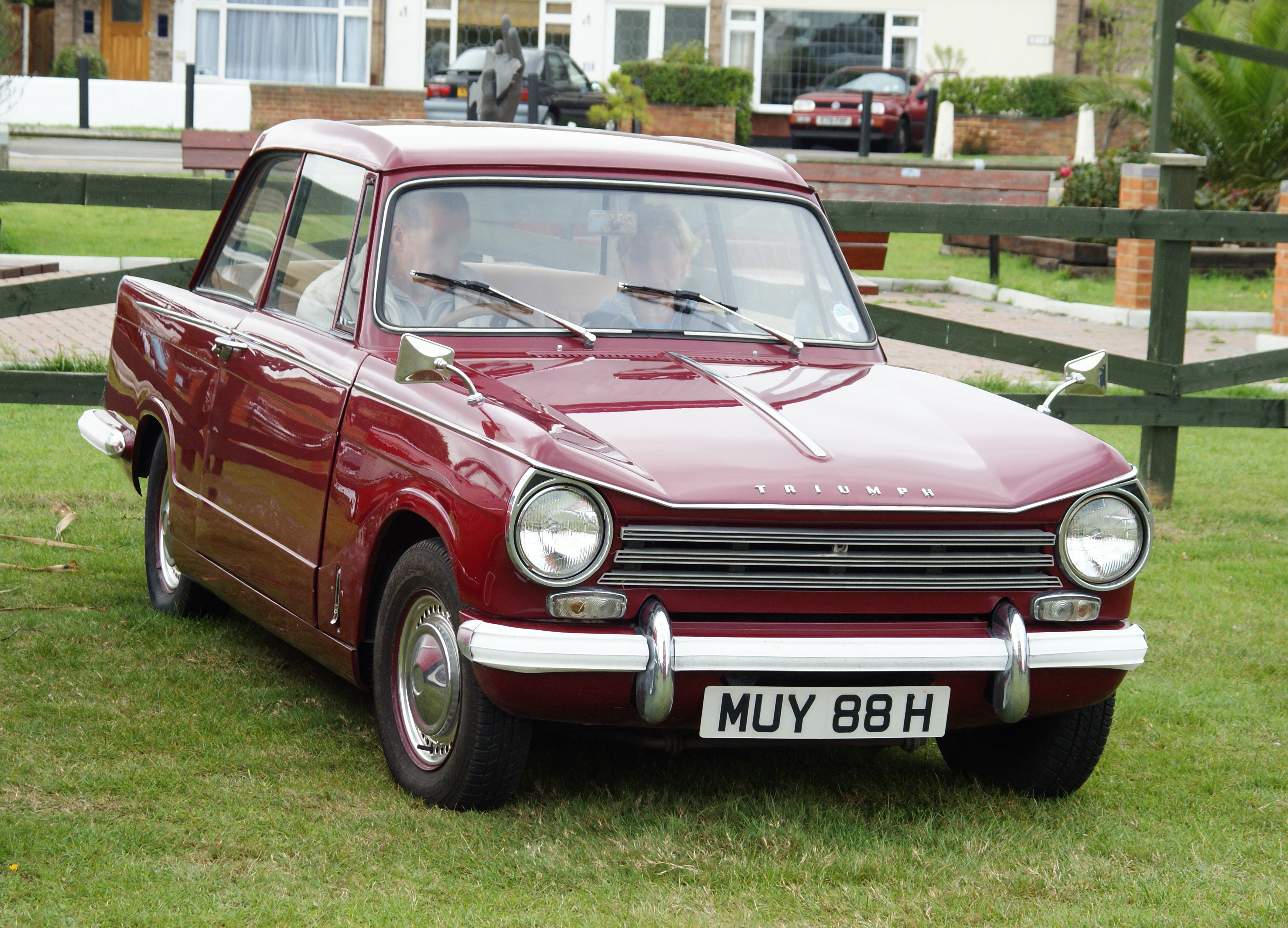
Triumph Herald 13/60 седан
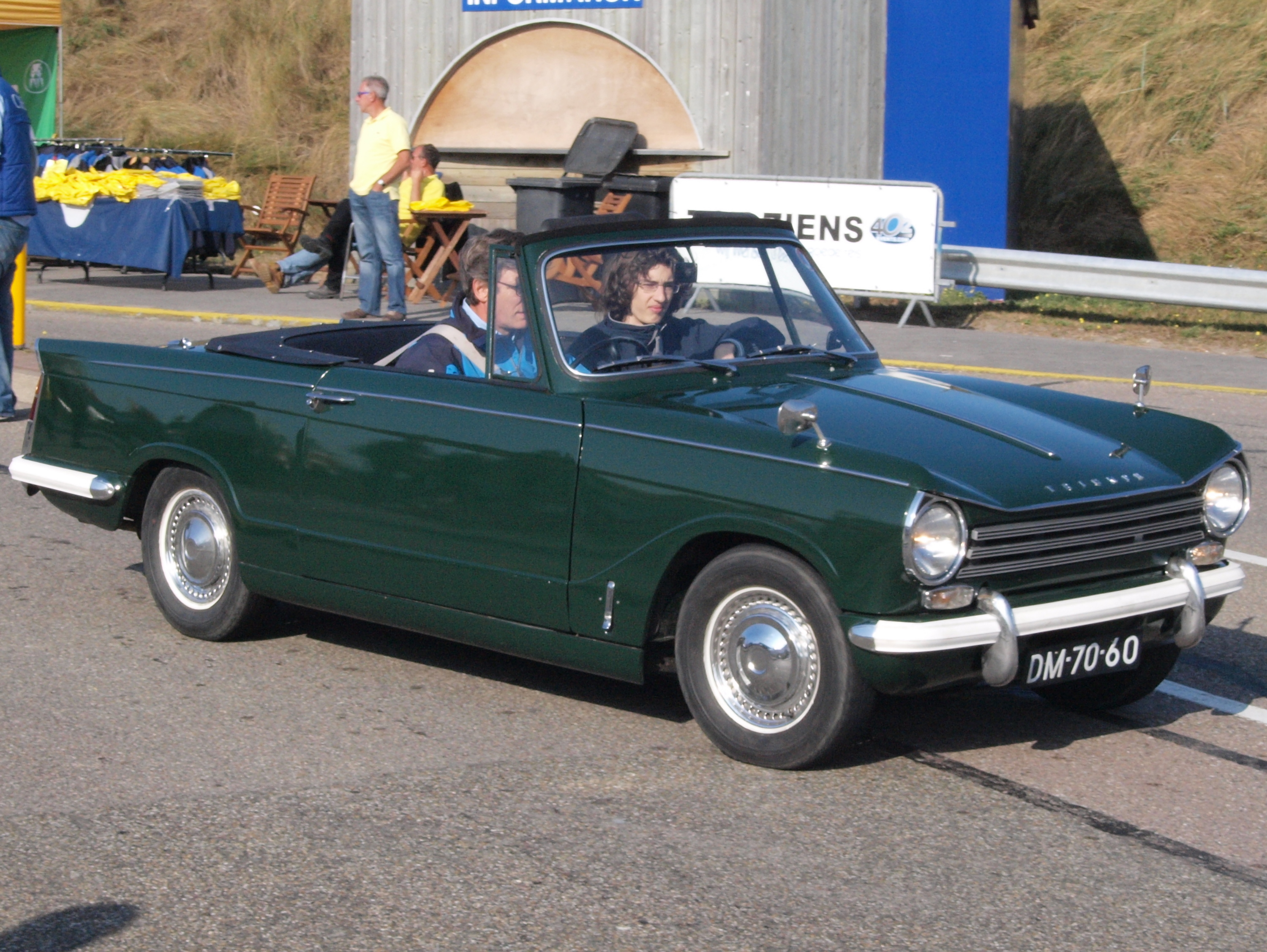
Triumph Herald 13/60 кабріолет
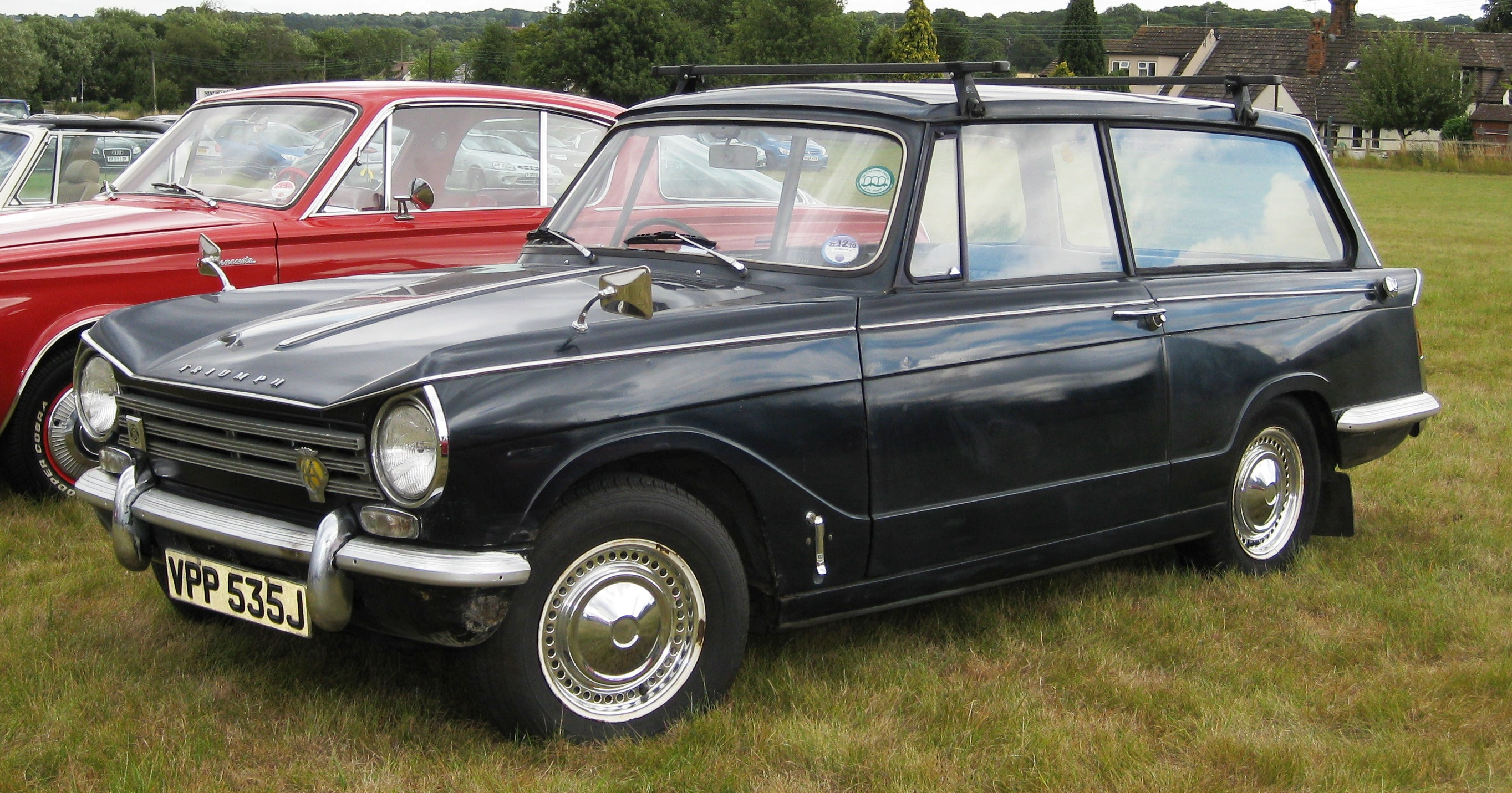
Triumph Herald 13/60 універсал

## Існуючі на даний момент автомобілі
Ранні моделі з 948 см3 двигуном зараз рідкісні, а кабріолети й купе особливо затребувані. На даний момент існує 250,5 автомобілів купе по усьому світу (948 см3), багато в Австралії, Мальті, Новій Зеландії та США. Аналогічно, серед кабріолетів, що найбільше експортувались, залишилось 54. Наступні моделі більш численні. Пізня модель 13/60 – кабріолет білого кольору – існує на Мальті з «12 милями на годиннику».

## Міжнародне виробництво
Triumph Herald експортувався та збирався у ряді країн, його рамна конструкція слугувала основою для збиральних комплектів, що експортувались з Ковентрі. Ці автомобілі відносились до так званих «Complete Knock Down cars» - автомобілів, що збирались з машинокомплектів.

### Індія
У 1960 р. компанія Standard Motor Products у Мадрасі почала виготовляти даний автомобіль під назвою Standard Herald з базовим 948 см3 двигуном, однак серед кузовів були ще чотирьохдверні седани й п’ятидверні універсали (виключно для індійського ринку). У 1971 р. з’явився чотирьохдверний седан Standard Gazel, з інакшим зовнішнім виглядом, тим самим двигуном, однак із заднім мостом від Triumph Toledo, оскільки попередні «хитні півосі» були не пристосовані до поганих індійських доріг. Виробництво моделі Gazel припинилося у 1977 р.  

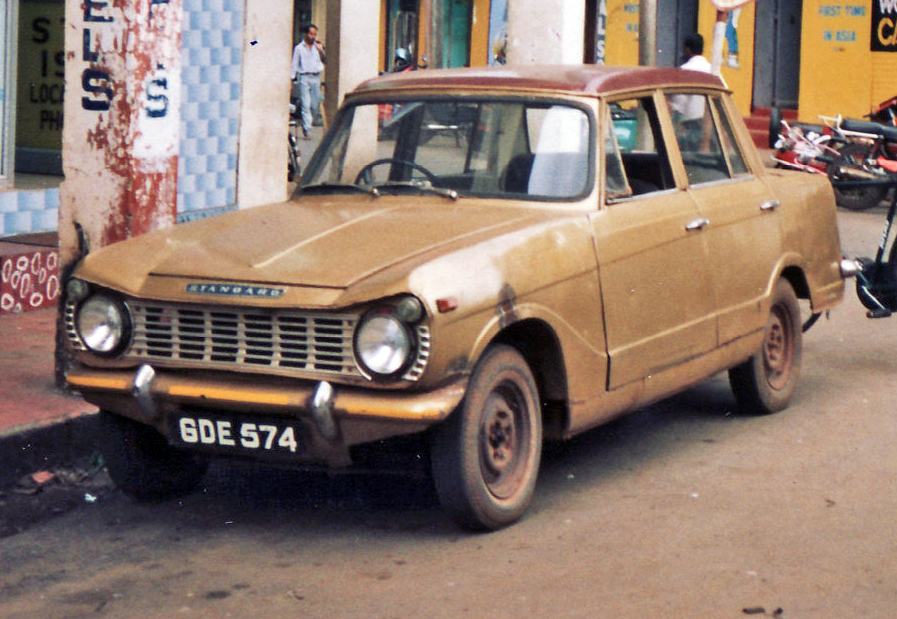
Індійський Standard Gazel
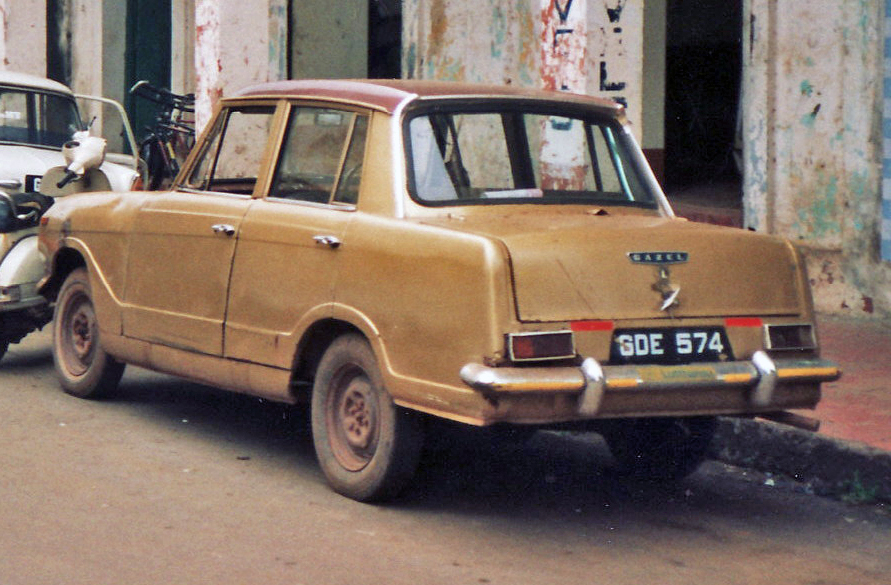
Standard Gazel вигляд ззаду
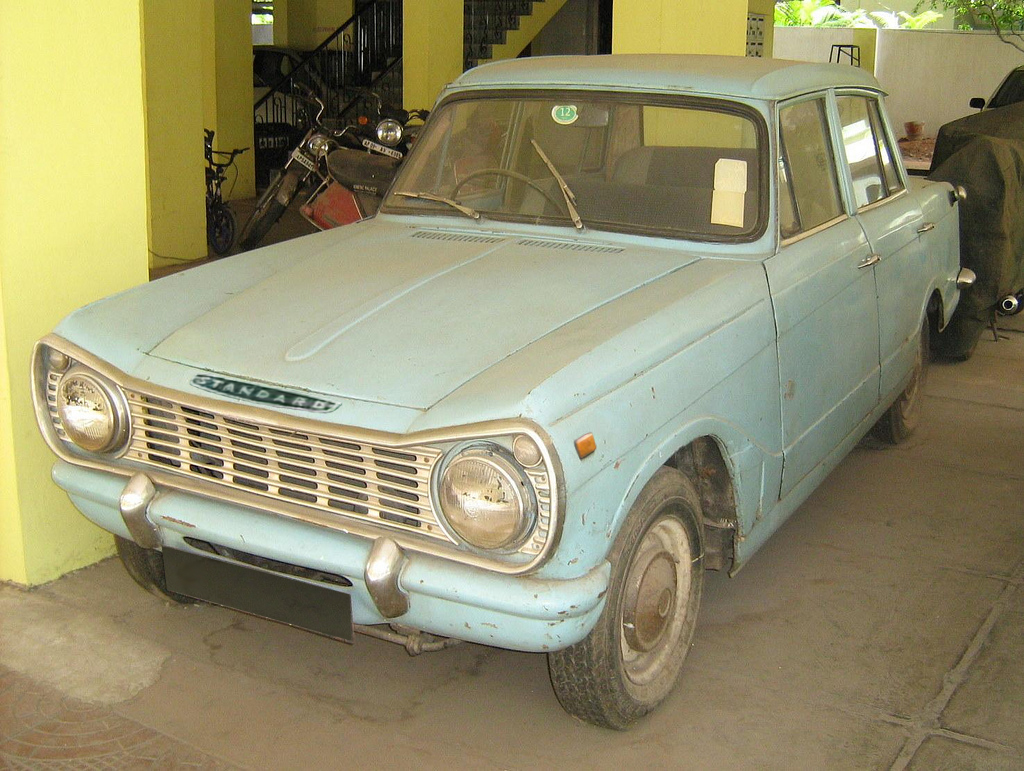
Standard Gazel MkII

### Австралія
Компанія Australian Motor Industries з 1959 по 1966 рр. виготовила 14975 автомобілів Herald. Виробництво включало модель 12/50, що на відміну від свого англійського тезки пропонувався як у модифікаціях седан так і купе. Відрізнявся капотом та чотирикутними фарами від Triumph Vitesse, продавався під назвою Triumph 12/50, без значка Herald.

### Інші
Triumph Herald також збирався у ПАР, Новій Зеландії, Мальті й двох місцевостях у Перу.

## У популярних медіа
Triumph Herald використовувалися на Олімпійських Іграх 2012 р. у Лондоні на початку церемонії закриття: автомобілі їздили навколо стадіону.
Зеленим (cactus green) Triumph Herald 1961 р. керували головні герої британського серіалу Heartbeat Нік та Кейт Роуен. Востаннє цей автомобіль бачили на продажі, хоч він і потребував серйозного ремонту.
Triumph Herald 1962 р. використав Джеймс Мей у телешоу Top Gear як основу для автомобіля-амфібії. У 3 епізоді 8 сезону він виграв змагання подолавши 2-милі (3,2 км) в озері. Це також показувалось у 2 епізоді 10 сезону, де Мей використав цей самий автомобіль щоб спробувати подолати Ла-Манш. Зараз автомобіль є декорацією студії Top Gear.
Герой Еді Педжден комедії від BBC Last of the Summer Wine водив червоний кабріолет 13/60 Herald.
Червоним кабріолетом Herald 1200 керував Девід Найвен у фільмі «Паперовий тигр» 1975 р.
У фільмі 1967 р. «Двоє для дороги» Альберт Фінні кермував червоним кабріолетом Triumph Herald.

## Автомобілі на базі Herald
Bond Equipe використовував шасі та деякі компоненти Triumph Herald.
Окремий кузов змонтований на шасі дав став основою для багатьох «конструкторів». Як приклад новозеландський MGTF «репліка, не точна копія, однак має якийсь дух оригіналу». Було виконано 250 екземплярів, багато з яких завдяки ентузіастам дожили до наших днів. Репліка MGTF, що називалась «T-car» мала кузов зі скловолокна й сталевий капот.

## Масштабні моделі
- Meccano Dinky Toys; No. 189 (виробництво 1959–1963), Herald 948 cc, approx "O" масштаб (1/44).[3]
- Corgi No. 231 (виробництво 1961–1965), Herald Coupe 948 cc, approx "O" масштаб (1/44).[4]